# Cour Saint-Joseph
Pour les articles homonymes, voir Saint-Joseph.
La cour Saint-Joseph est une voie située dans le quartier de la Roquette du 11e arrondissement de Paris, en France.

## Situation et accès
L'accès se fait par un passage au 5, rue de Charonne.

## Origine du nom
Cette voie doit son nom soit au prénom d'un propriétaire, soit à une enseigne représentant Joseph.

## Historique
Cette voie, ouverte à la fin du XVIIIe siècle sous le nom de « cul-de-sac Saint-Joseph », était à l'époque une voie d'accès à une propriété de fond de cour. Elle était autrefois occupée par une manufacture de porcelaine.[réf. nécessaire]

## Bâtiments remarquables et lieux de mémoire
La très vaste cour Saint-Joseph est en réalité une succession de cours ouvrières typiques du faubourg Saint-Antoine. Elle permet, sur la droite au no 3, l'accès à la cour Jacques-Viguès dans laquelle se trouvent d'étonnantes passerelles de communication entre les immeubles. 

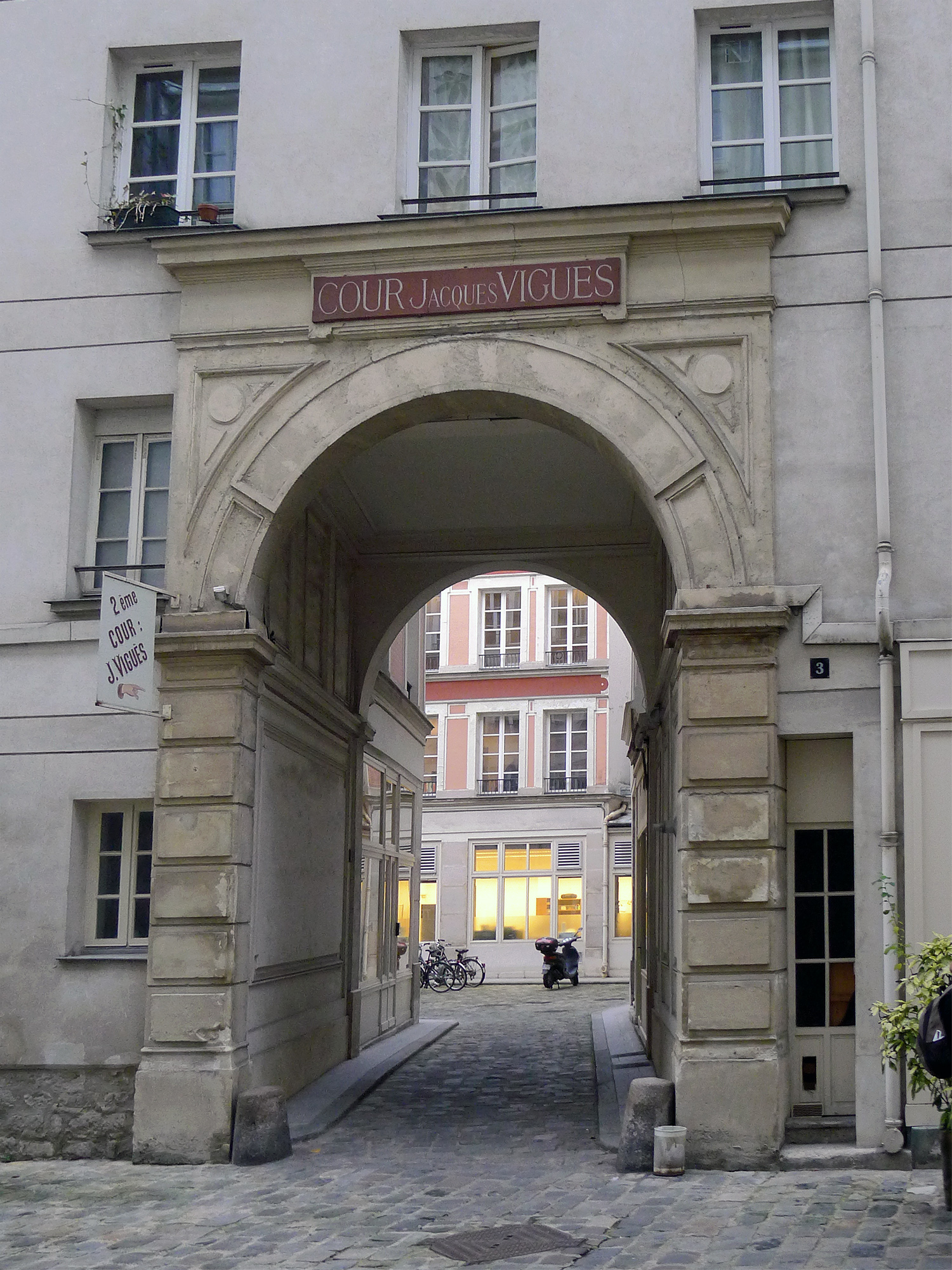
Au no 3, accès à la cour Jacques-Viguès.